# Gallus (genre)
Genre
Répartition géographique
Gallus est un genre d'oiseaux aussi appelés coqs. Il comprend notamment le Coq doré, espèce qui comprend elle-même la sous-espèce Gallus gallus domesticus, la poule domestique.

## Liste des espèces
D'après la classification de référence (version 5.1, 2015) du Congrès ornithologique international (ordre phylogénique) :
- Gallus gallus (Linnaeus, 1758) – Coq doré ; il a pour sous-espèces :
  - Gallus gallus bankiva, Bali, Java et Sumatra
  - Gallus gallus gallus, Cambodge et Cochinchine (sud du Viêt Nam)
  - Gallus gallus jabouillei, Tonkin (nord du Viêtnam) et sud de la Chine
  - Gallus gallus murghi, nord de l'Inde, Népal, Bhoutan, Bangladesh
  - Gallus gallus spadiceus, Birmanie, haut Laos, Siam et Malaisie.
- Gallus sonneratii (Temminck, 1813) – Coq de Sonnerat ; présent au sud de l'Inde
- Gallus lafayettii Lesson, 1831 – Coq de Lafayette ; présent au Sri Lanka
- Gallus varius (Shaw, 1798) – Coq de Java ; présent sur l'île de Java

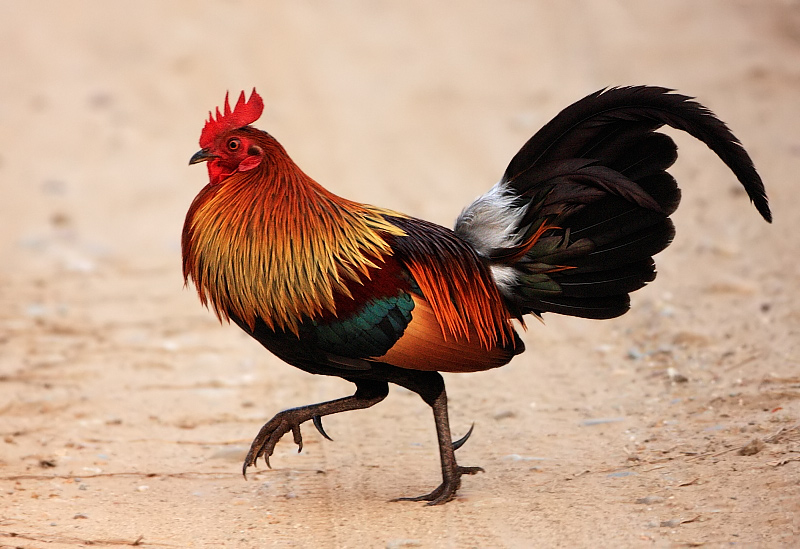
Coq Gallus gallus
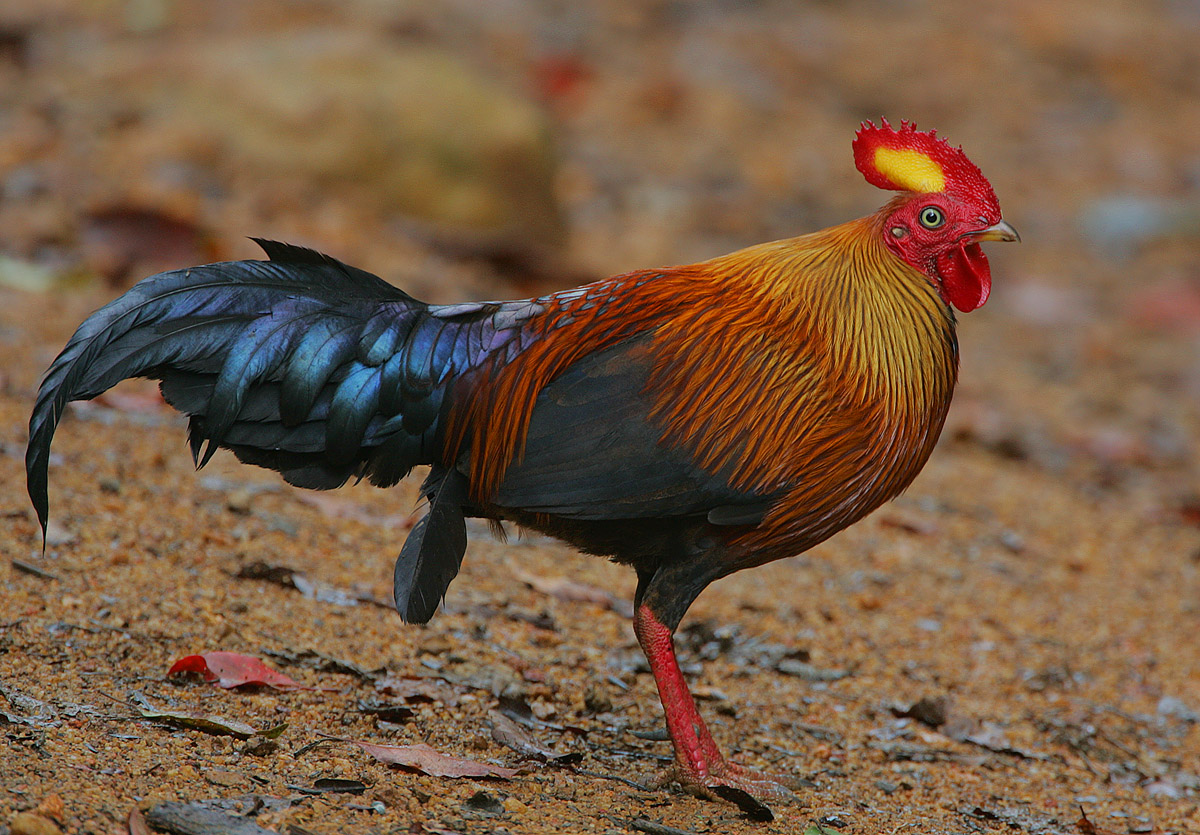
Coq de Lafayette (Gallus lafayetti)
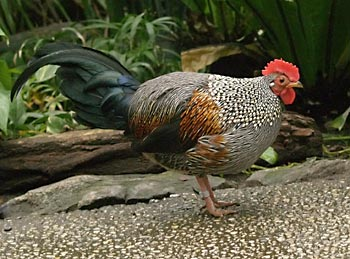
Coq de Sonnerat (Gallus sonnerati)
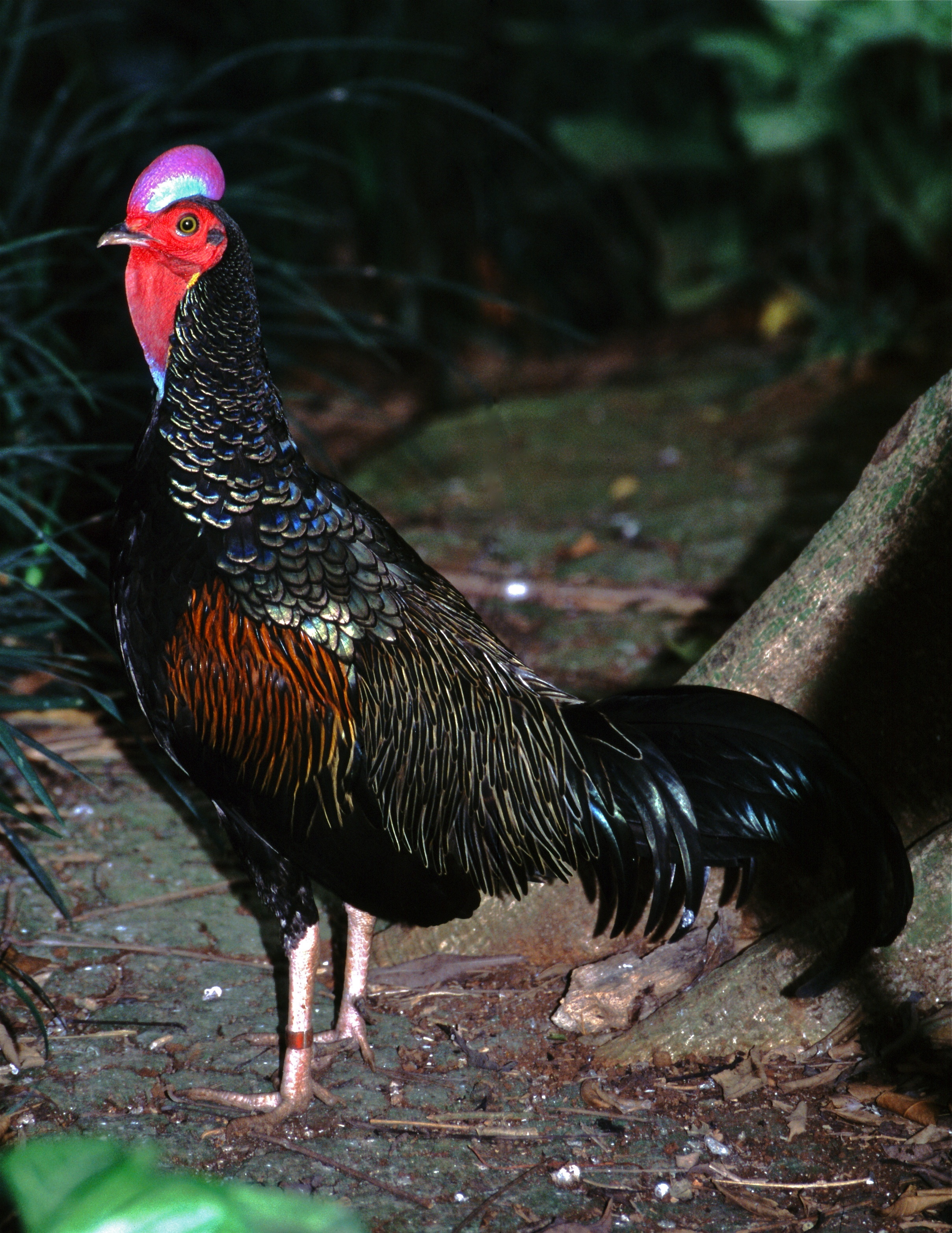
Coq de Java (Gallus varius)
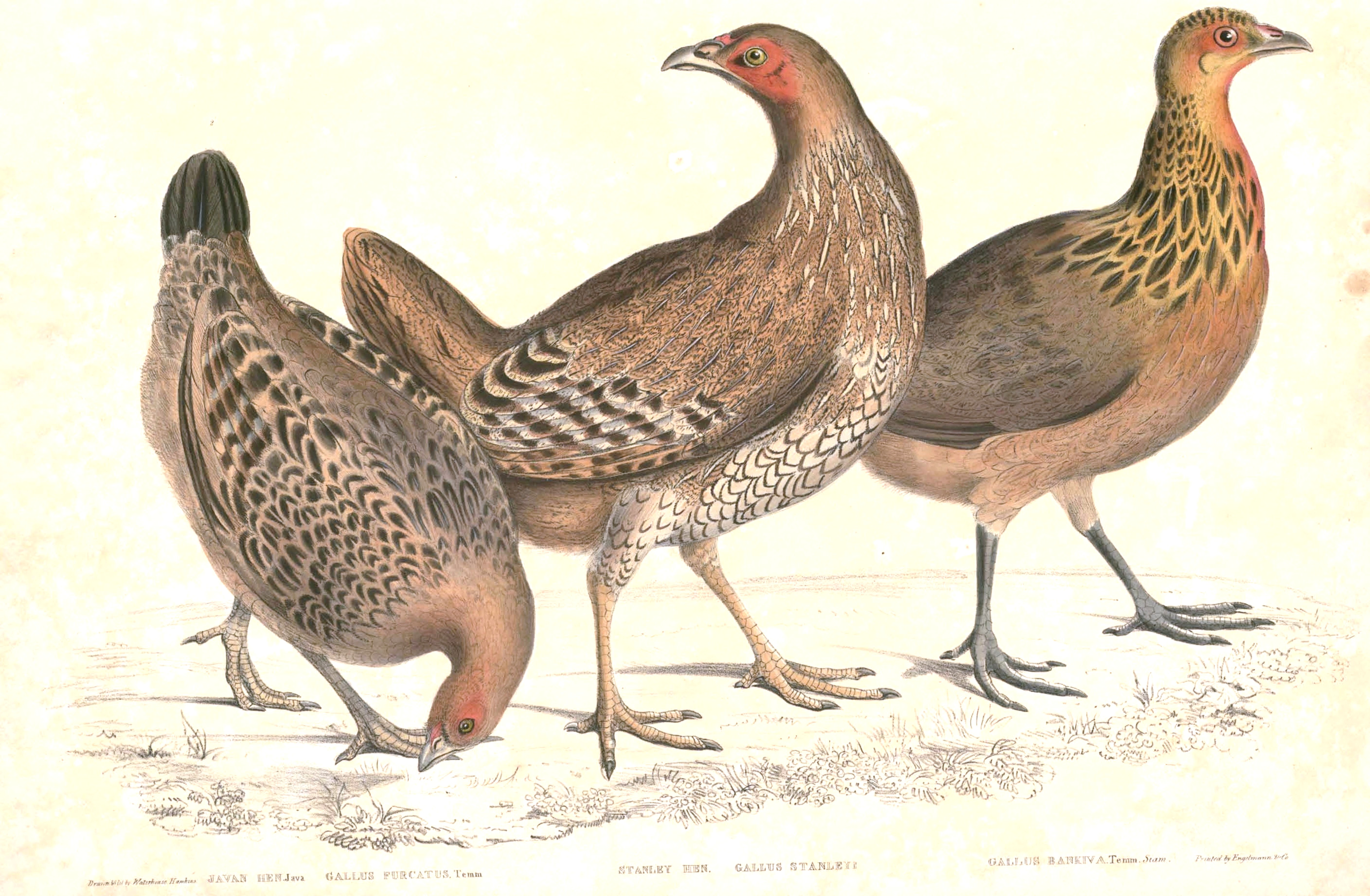
Trois poules: Gallus gallus à gauche, Gallus lafayetii au centre et Gallus varius à droite

## Description
Chez ces espèces, le dimorphisme sexuel est assez marqué : le coq se distingue de la poule par sa taille plus importante, par sa crête et ses barbillons qui sont développés et il possède également des ergots sur les tarses ; le coloris de son plumage est plus éclatant et sa queue plus développée.
Le plumage des femelles est typique de la famille des phasianidés : il est conçu pour le camouflage, car elle seule s'occupe de la couvaison et des soins aux poussins. Les crêtes sont quasi inexistantes chez la poule à l'état sauvage.
Pendant la saison de la reproduction, les coqs annoncent leur présence en chantant. Ceci sert à attirer les femelles et à tenir à distance ou à défier d'éventuels reproducteurs rivaux qui pourraient se manifester aux alentours. Du côté postéro-supérieur du pied, le coq porte sur chaque tarse un ergot qu'il utilise pour se défendre ou pour se battre.

## Reproduction

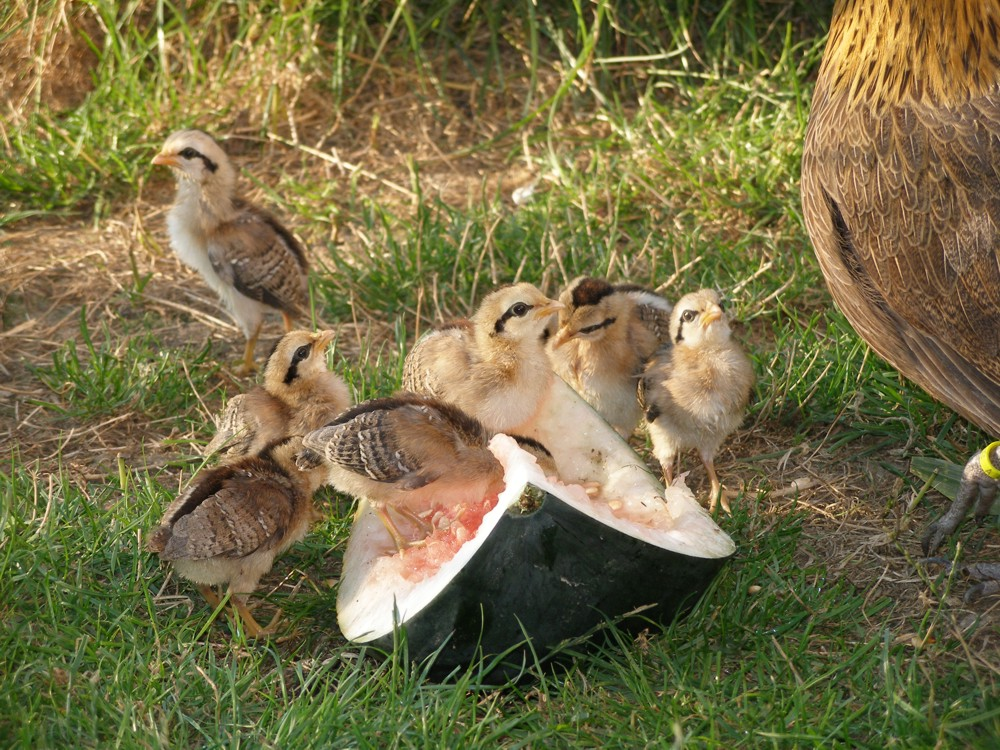
Poussins G. g. domesticus de race Phoenix doré, de coloris proche des sous-espèces sauvages

La poule construit son nid dans un endroit isolé de ses prédateurs (souches d'arbres creux, terriers abandonnés, dans les broussailles et les buissons...), généralement au niveau du sol car les poussins sont nidifuges.
Seule la poule se charge de la couvaison, durant environ 19-21 jours et de 2 à 10 œufs (selon espèces), pondus bien sûr au rythme d'un par jour, mais les poussins « synchronisent » leur éclosion.
Durant cette période, la poule quitte le nid uniquement pour se nourrir et s'abreuver furtivement afin de conserver la chaleur nécessaire au bon développement des embryons (entre 37 et 39,5 °C, selon les espèces et sous-espèces).
Une fois éclos, les poussins resteront durant environ au moins 2 semaines avec leur mère, celle-ci grattant le sol à la recherche de nourriture (végétaux, insectes, mollusques...) afin de leur "apprendre" tout en leur distribuant ses "trouvailles" et la nuit tombante, ils se réfugient sous elle afin de rester au chaud et d'être en sécurité.
Durant la couvaison, le coq surveille attentivement sa ou ses poules et les protège d'éventuels prédateurs, avec acharnement jusqu'à la mort si nécessaire, usant de son bec et de ses ergots.
Une fois les œufs éclos, il surveille attentivement sa progéniture, leur distribuant les petites proies qu'il trouve.
Les poussins naissent recouvert d'un duvet jaunâtre, le dessus de la tête et du dos sont couverts d'une bande marron (d'avant en arrière), elle-même recouverte de 2 petites bandes sur les côtés de cette première, une plus claire et l'autre plus sombre, les camouflants sur le sol, les feuilles mortes et les branchage. 
Ils sont quasiment identiques aux poussins des races domestiques des variétés dorées (doré-saumoné, perdrix-doré) qui sont les couleurs rencontrées chez les sous-espèces sauvages et ne diffère guère en coloris des poussins des autres espèces de phasianidés

## Production en France
En France sont élevés pour la chair plus de 700 millions de Gallus (en 2008) 